# Litva na Dječjoj pjesmi Eurovizije
Litva je sudjelovao na Dječjoj pjesmi Eurovizije od njezina početka, godine 2007.

## Predstavnici
| Godina | Predstavnik      | Pjesma                 | Jezik     | Plasman | Bodovi |
| ------ | ---------------- | ---------------------- | --------- | ------- | ------ |
| 2007.  | Lina Joy         | "Kai miestas snaudžia" | Litvanski | 13      | 33     |
| 2008.  | Eglė Jurgaitytė  | "Laiminga diena"       | Litvanski | 3       | 103    |
| 2010.  | Bartas           | "Oki Doki"             | Litvanski | 6       | 67     |
| 2011.  | Paulina Skrabytė | "Debesys"              | Litvanski | 10      | 53     |